# Bad Freienwalde Klbf.
Bad Freienwalde Klbf. – zlikwidowana stacja kolejowa w Bad Freienwalde, w Brandenburgii, w Niemczech.